# Gdańsk Żabianka-AWFiS
Gdańsk Żabianka-AWFiS – przystanek Szybkiej Kolei Miejskiej, leżący wzdłuż granicy osiedli: Żabianka-Wejhera-Jelitkowo-Tysiąclecia (wschód) i Oliwa (zachód). Jest jednym z najmłodszych gdańskich przystanków kolejowych.

## Opis
Przystanek posiada jedno wejście podziemne - poprzez tunel obsługujący wyłącznie ruch pieszy, będący częścią deptaku, który łączy ul. Bitwy Oliwskiej z ul. Subisława, a dalej także z pozostałą częścią Żabianki. W pobliżu przystanku znajduje się Akademia Wychowania Fizycznego i Sportu.

### Ruch pasażerski
| Rok  | Wymiana pasażerska na dobę |
| ---- | -------------------------- |
| 2017 | 6 000-8 000                |
| 2022 | 6 000-8 000                |

### Historia
Przystanek powstał po zbudowaniu w latach 70. XX wieku nowego osiedla. Pierwotnie planowaną nazwą przystanku była Gdańsk Bitwy Oliwskiej.
1 lutego 2010 roku do nazwy przystanku dodano człon AWFiS.
W połowie 2012 roku rozpoczął się remont i modernizacja przystanku, który miał trwać pół roku i kosztować ok. 6 mln zł. Dyrekcja SKM po raz pierwszy zorganizowała konkurs architektoniczny na projekt przystanku. Przystanek jest wykończony klinkierem, stalą i przeszklonymi powierzchniami. Został zmodernizowany w ramach unijnego programu "Rozwój SKM w Trójmieście". Remont zakończył się w październiku 2013 i kosztował 12 mln zł.